# Cuvillierina
Cuvillierina es un género de foraminífero bentónico de la subfamilia Cuvillierininae, de la familia Rotaliidae, de la superfamilia Rotalioidea, del suborden Rotaliina y del orden Rotaliida. Su especie tipo es Cuvillierina eocenica. Su rango cronoestratigráfico abarca el Ypresiense (Eoceno inferior).

## Clasificación
Cuvillierina incluye a las siguientes especies:
- Cuvillierina chubutensis †
- Cuvillierina courmae †
- Cuvillierina cristata †
- Cuvillierina eocenica †
- Cuvillierina nodulosa †
- Cuvillierina simplex †
- Cuvillierina sireli †
- Cuvillierina soezerii †
- Cuvillierina vallensis †
- Cuvillierina yarzai †

Otra especie considerada en Cuvillierina es:
- Cuvillierina pomeraniana †, de posición genérica incierta

En Cuvillierina se ha considerado el siguiente subgénero:
- Cuvillierina (Pseudocuvillierina), aceptado como género Pseudocuvillierina